# Morbo
Morbo és una pel·lícula espanyola de thriller psicològic del 1972 dirigida per Gonzalo Suárez, coautor del guió amb Juan Cueto Alas, i protagonitzada per Ana Belén i Víctor Manuel. El títol fou ideat per Juan Cueto per criticar l'esquerra més propera al maig del 1968.

## Sinopsi
Alicia i Diego són una parella de recentment casats que han decidit fer el viatge de noces en una roulotte. S'endinsen en un bosc on hi ha un cartell a l'entrada prohibint el pas. Aviat esclata la tensió en la parella perquè Alicia s'obsessiona amb que algú els està espiant. Troben una casa que sembla abandonada però que en realitat hi viuen un ogre i una bruixa. Quan entren a la casa passen a l'altre costat d'un mirall on l'ogre i la bruixa són ells mateixos.

## Repartiment
- Ana Belén - Alicia
- Víctor Manuel - Diego
- María Vico - La bruixa
- Michael J. Pollard - Ogre

## Recepció
Fou projectada com a part de la secció oficial del Festival Internacional de Cinema de Sant Sebastià 1972, on va tenir crítiques desiguals.